# Aldina da Lomba
Aldina Matilde da Lomba Catembo é uma economista, funcionária pública e política angolana. Filiada ao Movimento Popular de Libertação de Angola (MPLA), é deputada de Angola pela província de Cabinda desde 28 de setembro de 2017.
Lomba licenciou-se em relações económicas internacionais. Entre as funções exercidas no funcionalismo público, foi secretária provincial da Organização da Mulher Angolana (1991 a 2004), diretora do Ministério da Assistência e Reinserção Social (2004 a 2011) e governadora provincial Cabinda (2013 a 2017).
Na Assembleia Nacional, Lomba foi designada para a Comissão de Cultura, Assuntos Religiosos, Comunicação Social, Juventude e Desportos.